# Nadine Farel
Nadine Farel, de son vrai nom Marie Noële Fils, née le 15 août 1902 au Caire et morte le 21 juillet 1983 à Évecquemont est une comédienne française. Elle fut administratrice de Théâtres et festivals, présidente du syndicat des administrateurs de théâtres et spectacles.

## Biographie
Marie Noële Fils dite Nadine Farel, elle abandonne Marie et ainsi garde les initiales N.F., est la fille de Paul Alfred Fils et Jeanne Rose Brieux, est la veuve de Pierre Achille Léon Lecomte, une lettre fait mention d'un enfant, un fils dont Edwige Feuillère est la marraine et le parrain est Jacques Hébertot
Elle meurt le 19 juillet 1983 dans une maison de repos d'Evecquemont dans les Yvelines, a été inhumée au Père-Lachaise dans l'intimité tel que son fils l'a souhaité. 

## Carrière

### Comédienne
Nadine Farel est en tournée de 1931 à 1935 avec la Compagnie Martin-Farel.
- 1928 : Le trouble[5] de Maurice Rostand, Théâtre Fémina et Théâtre de Vendôme
- 1928 : La petite fonctionnaire[6] comédie en 3 actes à l'Alhambra
- 1929 : La passerelle[7], pièce en 3 actes de Francis de Croisset
- 1929 : Désiré[7] satire de Sacha Guitry
- 1930 : La métamorphose d'Ovide[8] Un acte en vers de R. de la Rougefosse-d'Arc
- 1930 : Deux hommes vivaient en paix[9] au théâtre 1932, comédie en un acte de Noël Pricot
- 1930 : L'homme de joie[10] au théâtre de l'Alhambra, comédie de Paul Geraldy et Robert Spitzer
- 1930 : May[11] au théâtre 1932, pièce en 3 actes de John Galsworthy sur une traduction de J. Proix
- 1931 : Les coulisses de l'âme[12],[13] de Nicolas Evreïnoff sur une adaptation de L.J. Proix au Théâtre 1932
- 1931 : Le Palace[13] pièce de music hall théâtre avec 150 artistes filles et garçons. grande revue dirigée par Oscar Dufrenne et Henri Varna
- 1936 : Les Innocentes[14], pièce de Lillian Hellman sur une mise en scène de Marcelle Géniat
- 1938 : Juliette[15] de Jean Bassan sur une mise en scène de Paulette Pax
- 1939 : Le jardinier d'hispahan[16] au théâtre de l'œuvre de Jean-Jacques Bernard

### Administratrice de Théâtres
- 1936 : Nadine Farel prend la direction de la scène du Théâtre Hébertot[17]
- 1938 à 1940 : administratrice du Théâtre de l'Œuvre
- 1941 à 1945 : administratrice de la Compagnie du Regain[18] à la demande de Christian Casadesus
- 1947 à 1966 : Théâtre Sarah Bernhardt[19] d'abord collaboratrice de A-M Julien, elle en devient l'administratrice en 1959
- 1965 à 1980 : administratrice du Théâtre de la Madeleine

En préparation de la tournée Don Juan du 30 juin au 16 septembre 1941, Nadine Farel, administratrice de la Compagnie du Regain échange de nombreuses correspondances avec l'Association professionnelle des directeurs de tournées théâtrales et des organisateurs de spectacles ambulants. Pour sa première tournée en 1941 la Compagnie présente Don Juan, Les Précieuses ridicules, Les Caprices de Marianne, en 1942 Hamlet. Une partie de la recette est versée au comité de la presse parisienne pour aider les prisonniers de guerre et leurs familles.
Nadine Farel est selon le journal Le combat du 22 avril 1954 présidente du syndicat des administrateurs de théâtres et spectacles, confirmée dans ses fonctions pour l'année 1957-58.
L'édition du 7 mai 1959 du journal Le combat organe du Mouvement de libération française, retrace sa carrière lors de sa nomination comme administratrice du Théâtre Sarah Bernhardt. Nadine Farel précisant qu'elle gardera la même qualité de spectacle qu'auparavant, projette de débuter la saison par une comédie musicale de Marcel Aymé avec, en vedette Zizi Jeanmaire. Elle poursuit en septembre 1960 en accueillant La saison Edwige Feuillère. 
Dans son livre Les feux de la mémoire, Edwige Feuillère se souvient des jours où Nadine Farel a demandé son aide pour relancer le Théâtre Hebertot et lui rend hommage en la citant comme le témoin de sa vie professionnelle. Elle poursuit dans À vous de jouer : entretiens avec Jean-Jacques Lafaye / Edwige Feuillère dans Guerre et mensonges (p. 137) : « Je me souviens de Nadine Farel, une amie de toujours, une résistante, une vraie, qui m'a beaucoup aidée (...) vous raconter en évoquant Nadine Farel, administratrice du Théâtre Sarah Bernhardt, qui a été une amie fidèle pour moi, une femme de théâtre simple, droite, vraie, passionnée par ce qu'elle faisait. »
L'Exposition Jean Giraudoux - du réel à l'imaginaire - Bibliothèque nationale relate les difficultés rencontrées en 1944 sur la tournées de Sodome et Gomorrhe avec des extraits sur Nadine Farel soucieuse de préserver les acteurs  pendant l'occupation après que l'un d'eux ait été arrêté lors d'une  rafle.

### Administratrice de Festivals
- Tournées Nadine Farel : Marie Lecomte dite Farel obtient une licence autorisant les Tournées Nadine Farel (Paris)[31]. Une demande d'exploitation théâtrale est déposée en 1947 au Bureau des spectacles pour la pièce Doris de Marcel Thiébaut. Les Tournées Nadine Farel voit le jour à Paris 2 au Pas des Princes[32], renommée par la suite Sté Spectacle Nadine Farel, son activité s'arrête le 25 décembre 1984[32].
- Festival des Nations : Dans le but d'accueillir à Paris des troupes et des spectacles étrangers, joués dans les Théâtres parisiens, Aman-Julien Maistre lui demande en 1948, de le seconder sur le festival des Nations qui devient par la suite le Théâtre des Nations, en 1954. Nadine Farel en prend la direction de 1957 à 1965.
- Festival International d'Art Dramatique[33] : Nadine Farel en prend la direction de 1954 à 1956[34]

## Membre d'Associations théâtrales
Nadine Farel est membre de l'Amicale des Régisseurs de Théâtres Français dès 1936.
Elle est membre de L'A.R.T. Association de la Régie Théâtrale qui possède un grand nombre de documents et compose le Fond Nadine Farel (correspondances, notes de services diverses, affiches, cartons d’invitations, textes, photos, programmes…). Ses parrains sont André Bernheim et Félix Vieuille.
Elle est présidente du syndicat des administrateurs de théâtres et spectacles

## Sources
1. ↑  Association de la régie théâtrale (1918 - 2004), « Fiche état civil », sur bibliotheques-specialisees.paris.fr, date de publication - 1902 (consulté le 7 juillet 2022).
2. ↑  https://bibliotheques-specialisees.paris.fr, « Avis de décès », sur bibliotheques-specialisees.paris.fr, 29 juillet 1983 (consulté le 7 juillet 2022).
3. ↑  Mairie du 17è arrondissement Paris, « Acte de décès » [PDF], sur bibliotheques-specialisees.paris.fr, 29 juillet 1983 (consulté le 14 juillet 2022).
4. ↑  René Dérome (administrateur), « Lettre Théâtre de la Madeleine » [PDF], sur bibliotheques-specialisees.paris.fr, 22mai 1985 (consulté le 13 juillet 2022).
5. ↑  « Le Progrès de Loir-et-Cher : ancien "Électeur" : journal républicain... », sur Gallica, 14 septembre 1928 (consulté le 13 juillet 2022).
6. ↑  Syndicat des loueurs de films cinématographiques de la région du Nord Auteur du texte et Chambre syndicale des directeurs de salles de spectacles de Lille et de sa banlieue Auteur du texte, « Les Spectacles : paraît tous les vendredis », sur Gallica, 15 juin 1928 (consulté le 14 juillet 2022).
7. 1 2  « Le Patriote des Pyrénées : paraissant tous les jours excepté le dimanche », sur Gallica, 18 janvier 1929 (consulté le 14 juillet 2022).
8. ↑  « Comoedia / rédacteur en chef : Gaston de Pawlowski », sur Gallica, 22 décembre 1930 (consulté le 13 juillet 2022).
9. ↑  « Comoedia / rédacteur en chef : Gaston de Pawlowski », sur Gallica, 13 janvier 1931 (consulté le 13 juillet 2022).
10. ↑  « Comoedia / rédacteur en chef : Gaston de Pawlowski », sur Gallica, 14 septembre 1930 (consulté le 13 juillet 2022).
11. ↑  « Comoedia / rédacteur en chef : Gaston de Pawlowski », sur Gallica, 8 octobre 1930 (consulté le 14 juillet 2022).
12. ↑  « Paris-midi : seul journal quotidien paraissant à midi / dir. Maurice de Waleffe », sur Gallica, 27 janvier 1931 (consulté le 13 juillet 2022).
13. 1 2  « Comoedia / rédacteur en chef : Gaston de Pawlowski », sur Gallica, 30 janvier 1931 (consulté le 13 juillet 2022).
14. ↑  « Comoedia / rédacteur en chef : Gaston de Pawlowski », sur Gallica, 13 septembre 1936 (consulté le 13 juillet 2022).
15. ↑  « Les Archives du Théâtre de l' Œuvre 1932 - 1941 », sur regietheatrale.com (consulté le 15 juillet 2022).
16. ↑  « Le Ménestrel : journal de musique », sur Gallica, 14 avril 1939 (consulté le 14 juillet 2022).
17. ↑  « Histoire du théâtre Hébertot », sur Théâtre Hébertot (consulté le 3 juillet 2022).
18. 1 2  « Consultation », sur archivesetmanuscrits.bnf.fr (consulté le 15 juillet 2022).
19. ↑  association de la régie théâtrale, « lettre » [PDF], sur bibliotheques-specialisees.paris.fr (consulté le 13 juillet 2022).
20. 1 2  « Consultation », sur archivesetmanuscrits.bnf.fr (consulté le 15 juillet 2022).
21. ↑  « La Terre française : hebdomadaire de l'agriculture et de l'artisanat rural », sur Gallica, 5 juillet 1941 (consulté le 15 juillet 2022).
22. ↑  « Combat : organe du Mouvement de libération française », sur Gallica, 22 avril 1954 (consulté le 3 juillet 2022).
23. 1 2  « syndicat des administrateurs de théâtres et spectacles »(Archive.org • Wikiwix • Archive.is • Google • Que faire ?) [PDF], sur Data bnf, 18 janvier 2022 (consulté le 16 juillet 2022).
24. ↑  « Combat : organe du Mouvement de libération française », sur Gallica, 17 septembre 1957 (consulté le 3 juillet 2022).
25. ↑  AJ. S., « Quotidien Le combat », sur Gallica, 5 juillet 1959 (consulté le 3 juillet 2022).
26. ↑   (ISBN 2226004114) Edwige (1907-1998) Auteur du texte Feuillère, Les feux de la mémoire / Edwige Feuillère, 1977 (lire en ligne)
27. ↑  « Rapport de recherche »(Archive.org • Wikiwix • Archive.is • Google • Que faire ?), sur rapportgallica.bnf.fr (consulté le 15 juillet 2022).
28. ↑  Edwige (1907-1998) Auteur du texte Feuillère et Jean-Jacques (1958-) Auteur du texte Lafaye, À vous de jouer : entretiens avec Jean-Jacques Lafaye / Edwige Feuillère, 1998 (lire en ligne)
29. ↑   (ISBN 222610576X)
30. ↑  Mauricette (1941-) Auteur du texte Berne, Marie-Françoise (1928-2019) Auteur du texte Christout, Marthe (1907-1993) Auteur du texte Besson-Herlin et Bibliothèque nationale (France) Auteur du texte, Jean Giraudoux : du réel à l'imaginaire : [exposition], Bibliothèque nationale, [Paris, 7 décembre 1982-1er mars 1983] / [catalogue par Mauricette Berne, Marthe Besson-Herlin et Marie-Françoise Christout] ; [préface de Alain Gourdon], 1982 (lire en ligne)
31. ↑  Archives Nationales, « Répertoire (19920486/1-19920486/54) », sur siv.archives-nationales.culture.gouv.fr, 1992 (consulté le 7 juillet 2022).
32. 1 2  « Etablissement STE SPECTACLES NADINE FAREL à PARIS 2 (75002) sur SOCIETE.COM (60201689100015) », sur societe.com (consulté le 7 juillet 2022).
33. ↑  Festival international d'art dramatique de la Ville de Paris, « Fonds Jean Cocteau - correspondance », sur Bnf, 1er janvier 1955 (consulté le 13 juillet 2022).
34. ↑  « Festival International d'Art Dramatique », sur Les Archives du Spectacle (consulté le 3 juillet 2022).
35. ↑  Nadine Farel, « Demande d'admission » [PDF], sur bibliotheques-specialisees.paris.fr, 16 juin 1936 (consulté le 13 juillet 2022).
36. ↑  « Nadine Farel », sur regietheatrale.com (consulté le 13 juillet 2022).